# Oligopleurus
Oligopleura là một chi cá tiền sử nay đã tuyệt chủng, chúng đã sinh sống trong thời kỳ đầu Toarcia của thời kỳ Đầu Jura.